# جاك وارنر
جاك وارنر (بالإنجليزية: Jack Warner)‏ ولد في 2 أغسطس 1892 لندن - 9 سبتمبر 1978 في لوس أنجلس كان منتج أفلام ومخرج وممثل أمريكي - كندي، أسس مع إخوته الثلاثة شركة لإنتاج الأفلام عام 1923، عمل جاك وارنر بشكل وثيق مع أخيه من أجل تطوير صناعة السينما، بعد وفاة سام وارنر واصل عمله مع إخوته الآخرين ألبرت وارنر وهاري وارنر.

## كمنتج
- 1918 سنواتي الأربعة في ألمانيا
- 1920 المدينة المفقودة
- 1932 جدي
- 1932 الحجرة في القطن
- 1932 ملك الأحذية
- 1933 الباحثة عن الذهب
- 1934 الدكتورة مونيكا

## روابط خارجية
- جاك وارنر على موقع IMDb (الإنجليزية)
- جاك وارنر على موقع الموسوعة البريطانية (الإنجليزية)
- جاك وارنر على موقع ألو سيني (الفرنسية)
- جاك وارنر على موقع أول موفي (الإنجليزية)
- جاك وارنر على موقع قاعدة بيانات برودواي على الإنترنت (الإنجليزية)
- جاك وارنر على موقع قاعدة بيانات الأفلام السويدية (السويدية)
- جاك وارنر على موقع إن إن دي بي (الإنجليزية)
- جاك وارنر على موقع قاعدة بيانات الفيلم (الإنجليزية)
- جاك وارنر على موقع كينوبويسك (الروسية)